# Statesboro

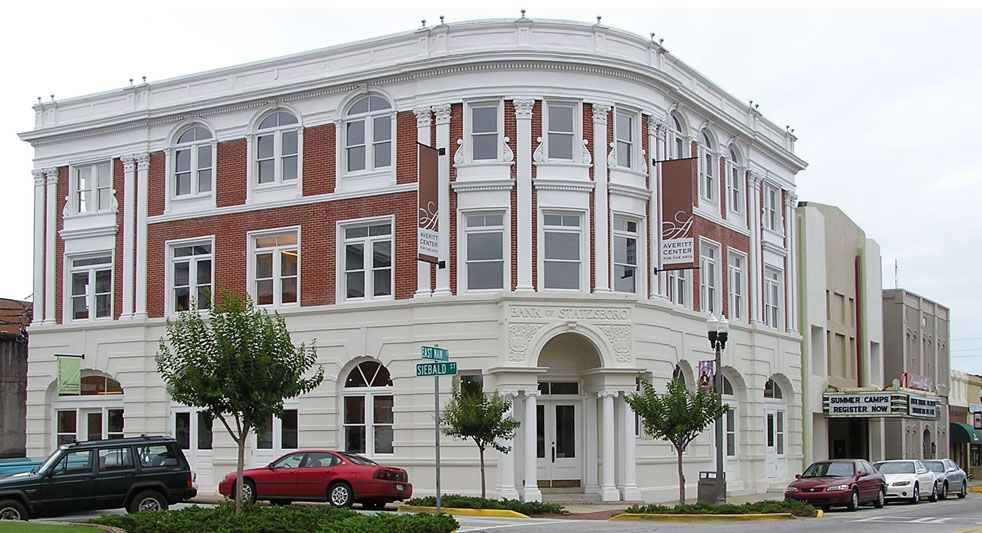
Centrum sztuki im. Davida Averitta

Statesboro – miasto w Stanach Zjednoczonych, we wschodniej części stanu Georgia, na skrzyżowaniu dróg krajowych 301 i 25, w odległości około 80 km na zachód od miasta Savannah i wybrzeża Atlantyckiego. Statesboro jest siedzibą władz Hrabstwa Bulloch.

## Demografia
W 2010 roku liczyło 28 422 mieszkańców, a liczba ludności zwiększyła się – od 2000 roku (22 698 osób) o 25,2%. W 2023 roku liczyło 34 452 mieszkańców, a liczba ludności zwiększyła się – od 2000 roku (22 698 osób) o 51,8%.

## Kultura
Centrum miasta na początku wieku przeszło rewitalizację, w ramach której otwarto m.in. Centrum sztuki im. Davida Averitta (David H. Averitt Center for the Arts) czy Teatr Emmy Kelly (Emma Kelly Theater). Statesboro jest znane jako siedziba dwóch szkół wyższych Georgia Southern University i Carnegie Doctoral-Research University.
Miasto znane jest także z piosenki Statesboro Blues napisanej w latach 20. XX wieku przez Blind Willie McTella a rozpropagowanej w latach 70. przez bluesowo-rockowy zespół The Allman Brothers Band.